# Il sud è niente
Il sud è niente è un film del 2013 diretto da Fabio Mollo.
La pellicola, prodotta da Jean Denis Le Dinahet e Sébastien Msika, ha per protagonisti Vinicio Marchioni, Miriam Karlkvist e Valentina Lodovini.

## Trama
Grazia vive alla periferia di Reggio Calabria con suo padre Cristiano. Aveva 12 anni quando suo fratello maggiore Pietro è emigrato in Germania. Da allora non l'ha mai più rivisto. Cristiano le ha detto che Pietro era morto, e non ne ha più riparlato. Oggi Grazia ha 18 anni. Una notte, dopo un litigio con il padre, Grazia va in spiaggia, entra in acqua, e dal fondo nero del mare vede riemergere una figura umana, che sparisce nella notte, nella quale pensa di riconoscere il fratello.

## Distribuzione
Tra le varie selezioni in festival internazionali, il film è stato presentato in concorso al Toronto International Film Festival 2013 nella sezione Discovery, al Festival internazionale del film di Roma 2013 nella sezione Alice nella Città (Premio Taodue Camera d'Oro produttore emergente a Jean Denis Le Dinahet e Sébastien Msika) e al Festival internazionale del cinema di Berlino 2014 nella sezione Generation (Shooting Stars Award per l'interprete Miriam Karlkvist).

## Riconoscimenti
- 2013 – Festival internazionale del film di Roma
  - Premio Taodue Camera d'Oro produttore emergente a Jean Denis Le Dinahet e Sébastien Msika
- 2014 – Globo d'oro
  - Candidatura Miglior opera prima a Fabio Mollo
  - Candidatura Migliore attrice a Miriam Karlkvist
  - Candidatura Miglior musica a Giorgio Giampà
- 2014 – Shooting Stars Award a Miriam Karlkvist
- 2014 – Roseto opera prima
  - Rosa d'oro